# Rubben
Rubben is een Middelnederlandse sotternie.  Deze sotternie is opgeschreven in het Hulthemse handschrift, hoort bij het abele spel Vanden Winter ende vanden Somer en omvat 245 regels, opgesteld in rijm.
De sotternie Rubben gaat over een boer wiens vrouw drie maanden na het huwelijk hem een zoon schenkt.  De boer weet echter dat dit niet kan en klaagt hierover bij zijn schoonouders.  Deze dissen elk (los van elkaar) een verklaring op, die de naïeve Rubben gelooft.
De pointe van Rubben heeft zich in omgewerkte vorm eeuwenlang in het theater gemanifesteerd.

## Rollen
- Rubben (de boer)
- Dwijf (schoonmoeder)
- Gosen (schoonvader)

## Inhoud
Rubben is drie maanden geleden gehuwd met zijn vrouw, die hem vandaag een zoon schonk.  De zoon is volgroeid en volmaakt (alle sijn ledekijn wel ghemaect, Naghelken, teelken, ende al wel geraect.), maar Rubben heeft zijn vrouw voor het huwelijk niet aangeraakt.
Hij bespreekt de zaak met zijn schoonmoeder, die Rubben zand in de ogen probeert te strooien door de drie maanden na 't huwelijk drie maal te tellen (Drie maent vore ende drie maent achter, Ende drie maent in die midden gestelt, Dits emmer neghen te gader getelt).  Maar Rubben trapt er niet in, gezien hij een koe verkocht (Van eenre coe, die ic doe vercocht), en drie maanden krediet gaf aan de koper, (icse hem borgen woude, Drie maent was sijn ondersprect), die hem net gisteren betaalde (Daer was mi gister navont tgelt af brocht).
De schoonmoeder houdt vol en roept haar echtgenoot erbij (Hier es mijn man, onser dochter vader, ... Gosen, ...Comt tote hier), die haar rekensom bevestigt (Hets waer, dat si u secht;).
Rubben haalt dan ook aan dat zijn vrouw bij de huwelijksnacht zeer ervaren was in bed (Si wijst alsoe wel als ic dede, ... Al hadser seven jaer met ommegegaen).  Gosen sust hem echter dat diens vrouw gelijk ervaren was in bed.  Deze verdedigt zich dat ze haar ervaring theoretisch (van horen) heeft verworven (Dat haddic van horen segghen geleert).
De schoonmoeder merkt ook op dat de tijd die Rubben 's nachts bij zijn vrouw doorbracht voor hem moet stilgestaan hebben (soe en hebdi niet ghetelt, Als ghi in vrouden hebt gespelt), en dat daardoor de tijd maar drie maanden leek te zijn sinds het huwelijk.
De schoonmoeder zweert daarenboven dat haar dochter even (on-)ervaren was bij haar huwelijk als zijzelf (Dat si niet te meer van man en wijst... Dan ic en dede, doen ic haren vader nam.).
Trouwens bevestigt schoonmoeder nog, het is liefde op 't eerste gezicht van de dochter voor Rubben (dat si te segghen plach: Haddic Rubben ghesien, Soe en mocht mi gheen quaet gescien.), dus zou ze hem nooit kunnen bedriegen (Daer omme en conste si haer niet gheveinsen).
Na nogmaals de rekensom te hebben gehoord, bezwijkt Rubben en beseft dat hij de nachten niet had meegeteld (En hebbic die nachte niet ghetelt?), en is hij blij dat hij zijn vrouw niet (ogenschijnlijk onterecht) van ontrouw heeft beticht.
Als Rubben huiswaarts is gekeerd om voor zijn vrouw te zorgen, verwijt Gosen dat zijn echtgenote (Dwijf) Rubben wat op de mouw gespeld heeft en dat, net als de dochter, zijzelf ook geen maagd was bij de huwelijksnacht (si es doer haer boschkijn gejaecht! Soe waerdi oec, doen ic u nam,).
Dit kan de schoonmoeder zich natuurlijk niet laten zeggen, aldus vechten si.